# エアフォース島
エアフォース島（Air Force Island）は北極諸島の島のひとつで、カナダのヌナブト準州に属し、バフィン島南西沖に位置する面積が1,720 km2の無人島。
島の存在は、近隣のプリンスチャールズ島やフォーリー島と共に、アブロ ランカスターを操縦していたカナダ空軍のアーネスト・トムキンソンによって1948年に初めて記録された。島は、北極諸島調査におけるカナダ空軍の役割を認めて命名された。

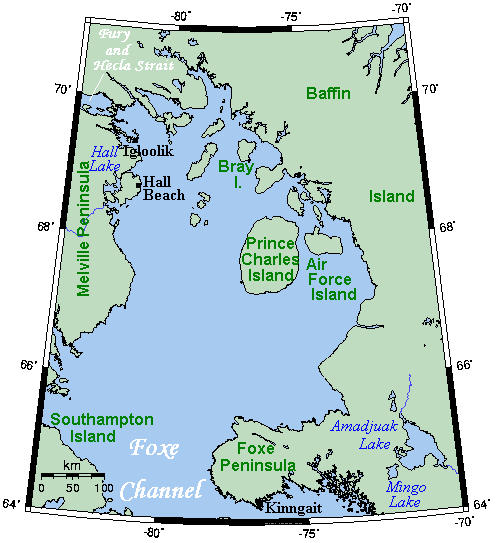
エアフォース島周辺図